# Тор (вспомогательный крейсер)
«Тор» (нем. Thor) — немецкий вспомогательный крейсер времён Второй мировой войны.
«Тор», бывшее грузовое судно «Санта Круз» (нем. Santa Cruz), в германском флоте обозначался как HSK-4 и «Шифф-10» (нем. «Schiff 10»), во флоте Великобритании — «Рейдер „E“» (англ. «Raider E»).
Был одним из самых маленьких вспомогательных крейсеров Германии, однако стал одним из самых результативных. За два похода он потопил вспомогательный крейсер и 17 торговых судов, а также захватил в качестве призов ещё 4, общим тоннажем примерно 152 000 брт за 642 дня походов.

## История создания
Грузовое судно «Санта Круз» было построено на верфи «Дойче верфт» (нем. «Deutsche Werft AG Hamburg-Finkenwärder») спущено на воду 16 марта 1938 года, и находилось во владении «Ольденбургско-Португальского пароходного общества» (нем. «Oldenburg-Portuguesische Dampfschiffahrts Gesellschaft»). 4 сентября 1939 года оно было реквизировано Кригсмарине, после чего переоборудовано в военный корабль. «Тор» вступил в строй германского флота 15 марта 1940 года как вспомогательный крейсер HSK-4.

## Боевые действия

### Первый поход
6 июня 1940 года под командой капитана-цур-зее Отто Келера (нем. Otto Kähler) «Тор» вышел в свой первый поход, попав в ночь с 16 на 17 июня в Северную Атлантику.
1 июля 1940 года был захвачен голландский транспорт «Кертозоно» с командой из 56 человек. Келер отправил его во Францию.
6 июля 1940 года «Тор» пересёк экватор.
Второй жертвой 7 июля 1940 года стал британский сухогруз «Дэлэмбр», который при виде рейдера стал убегать. Приблизившись на расстояние 8 км, «Тор» открыл огонь, после чего беглец остановился. Капитан Прэтт, один пассажир и ещё 43 моряка стали пленниками. Затем судно отправили на дно подрывными зарядами.
Третьей жертвой 9 июля 1940 года стал бельгийский «Брюгге», который сдался после третьего предупредительного выстрела. 44 моряка, включая капитана Бума, стали пленниками. Судно утопили подрывными зарядами.
14 июля 1940 года возле острова Тринидади, без сопротивления, остановился британский транспорт «Грэйсфилд» с командой из 36 человек. Транспорт потоплен сорока́ 150-мм снарядами и одной торпедой.
Новой жертвой стал угольщик «Уэндовер» 16 июля 1940 года. «Тор» в сумерках сумел подойти на близкую дистанцию и сразу открыл огонь на поражение. От очередного залпа англичанин загорелся, появились первые жертвы. Обстрел продолжался до тех пор, пока на «Уэндовере» не смолкла радиостанция. Из сорока членов экипажа при обстреле погибло два, в том числе и радист. Ещё двое умерли от ранений уже на борту «Тора». Угольщик добили снарядами.
На следующий день (17 июля 1940 года) — снова удача. Голландский сухогруз «Тела» остановился без сопротивления. Тридцать три моряка добавились к пленным. Сухогруз потопили подрывными зарядами.
Командование отметило успех «Тора» (за 17 дней его жертвами стали 6 судов), и по его приказу 20 июля 1940 года к награде было представлено 30 человек.
28 июля 1940 года «Тор» в первый раз встретился со вспомогательным крейсером противника. Британский контр-адмирал Генри Харвуд направил вспомогательный крейсер «Алькантара» для патрулирования в районе Пернамбуко — остров Тринидади. Харвуд надеялся перехватить германский рейдер, если тот двинется на юг. Действительно именно «Алькантара» смогла обнаружить неизвестный корабль и кэптен Дж. Дж. П. Инхэм приказал начать погоню. В 12:00 часов с «британца», державшегося почти в кильватер немецкому кораблю, в эфир пошла длинная зашифрованная радиограмма. Радисты «Тора» попробовали забить её помехами. Келер понял, что боя избежать не удастся. Он сбросил маскировку и вступил в бой. «Тор», укрываясь за дымовыми завесами, удачно обстреливал англичанина, сам же получил только два снаряда, один из которых не взорвался. «Алькантара» пострадала значительно сильнее, так как получила снаряд в ватерлинию, что привело к значительному крену. Келер приказал поставить дымовую завесу и выйти из боя окончательно. Он опасался, что к точке боя уже спешат английские корабли.
С 25 по 28 августа 1940 года «Тор», встретившись с танкером «Рекум», полностью заправился топливом.
30 августа 1940 года по приказу командования были представлены награде капитан и ещё 50 человек.
26 сентября 1940 года самолёт «Арадо» заметил крупное судно, которое рейдер остановил через час. Норвежская китобойная база «Космос» была очень ценным призом, но Келер не имел возможности направить его в Европу. В итоге «Космос» отправили на дно подрывными зарядами.
8 октября 1940 года обнаружилось крупное судно. «Тор» бросился за ним в погоню, и когда расстояние сократилось, сбросил маскировку и открыл огонь. Транспорт попробовал уйти, подавая сигналы тревоги, которые немцы пытались глушить. В итоге рефрижератор «Нэйша» получил восемь или девять 150-мм снарядов. Судно добили торпедой и 35-ю снарядами.
С 9 по 16 ноября 1940 года «Тор» встретился с кораблём снабжения «Рио-Гранде». Всех пленных, кроме раненых капитанов, отправили на борт «Рио-Гранде», «Тор» заправили.
5 декабря 1940 года наблюдатели заметили на расстоянии примерно в 4 мили появившееся из тумана очень большое судно, опознанное как вспомогательный крейсер. За час боя высокобортный «Кэрнарвон Кэсл», представлявший прекрасную цель для хорошо тренированных немецких артиллеристов, получил не менее восьми 150-мм снарядов, вызвавших несколько пожаров. В 8:03 британский вспомогательный крейсер внезапно повернул на север и, не сбавляя скорости, начал уходить. Через 6 минут он исчез из виду.
22 декабря 1940 года Келер получил от командования награду — Рыцарский крест.
1 февраля 1941 года «Тор» пересек экватор.
16 февраля 1941 года «Тор» встретился с судном снабжения «Альстеруфер», с которого получил боеприпасы.
После длительного перерыва 25 марта 1941 года новой жертвой «Тора» стал грузо-пассажирский лайнер «Бритэния». Так как радиостанция без перерыва посылала шифрованные сообщения, обстрел продолжался до потопления лайнера. Отто Келер, руководствуясь информацией, полученной от радистов, и понадеявшись, что помощь придёт в течение нескольких часов, решил не брать на борт спасшихся. Это привело к трагедии для почти двухсот человек.
В тот же день (25 марта 1941 года) рейдер остановил сигнальным выстрелом шведский угольщик «Троллехольм». Теплоход потопили подрывными зарядами, а его команда в количестве 31 человека перешла на крейсер.
4 апреля 1941 года вахтенные заметили сильный дым, сквозь который вскоре стали просматриваться две мачты и высокая труба. Келер посчитал его «нейтралом» и приказал поднять на HSK-4 греческий флаг, но при этом объявил на всякий случай боевую тревогу. На этот раз противником «Тора» стал вспомогательный крейсер «Волтэр». Всего через три минуты после начала боя в средней части «Волтэра» уже начался очень сильный пожар. За все время сражения британский корабль ни разу не попал во врага. В итоге британец выкинул белый флаг. Немцы спасли 197 из 269 человек его экипажа.
Последней жертвой первого похода 16 апреля 1941 года стал шведский рудовоз «Сэр Эрнест Кэссел». Сорок пять моряков стали пленными, а старый транспорт потопили подрывными зарядами.
Первый поход «Тора» закончился 30 апреля 1941 года
Итогом первого похода стало 12 потопленных и захваченных в качестве призов судов, а также уникальные в истории Второй мировой войны три боя со вспомогательными крейсерами противника.

### Второй поход
Первая попытка отплытия «Тора» во второй поход началась 19 ноября 1941 года. К этому моменту корабль модернизировали — старые орудия заменили на новые 150-мм пушки Tbk С/36, установили радар. Однако вечером следующего дня «Тор» врезался в шведский рудовоз «Ботниа», который быстро затонул. Из-за полученных повреждений «Тор» был вынужден вернуться на базу для ремонта. Второе отплытие во второй поход состоялось 30 ноября 1941 года.

### Гибель
«Тор» погиб 30 ноября 1942 года в результате пожара на немецком танкере «Уккермарк», к которому он был пришвартован, 13 человек экипажа погибло. Официальное расследование причин катастрофы не проводилось.

### Результаты
Потопленные и захваченные суда, первый поход:
| Дата             | Название судна    | Тип                     | Принадлежность | Тоннаж, брт | Груз                         | Судьба                                    |
| ---------------- | ----------------- | ----------------------- | -------------- | ----------- | ---------------------------- | ----------------------------------------- |
| 1 июля 1940      | Kertosono         | грузовое судно          | Нидерланды     | 9 290       |                              | приз, направлено в Лориан                 |
| 7 июля 1940      | Delambre          | грузовое судно          | Великобритания | 7 030       |                              | потоплено подрывными зарядами             |
| 9 июля 1940      | Bruges            | грузовое судно          | Бельгия        | 4 985       | 6 746 тонн пшеницы           | потоплено подрывными зарядами             |
| 14 июля 1940     | Gracefield        | грузовое судно          | Великобритания | 4 630       | 7 430 тонн пшеницы и отрубей | потоплено артиллерийским огнём и торпедой |
| 16 июля 1940     | Wendover          | грузовое судно          | Великобритания | 5 490       | 7 250 тонн угля              | потоплено подрывными зарядами             |
| 17 июля 1940     | Tela              | грузовое судно          | Нидерланды     | 3 775       | 5 451 тонна зерна            | потоплено подрывными зарядами             |
| 26 сентября 1940 | Kosmos            | танкер с китовым жиром  | Норвегия       | 17 800      | 17 662 тонн китового жира    | потоплено артиллерией                     |
| 9 октября 1940   | Natia             | рефрижератор            | Великобритания | 8 715       |                              | потоплено подрывными зарядами             |
| 25 марта 1941    | Britannia         | пассажирский лайнер     | Великобритания | 8 800       |                              | потоплено артиллерией                     |
| 25 марта 1941    | Trolleholm        | грузовое судно          | Швеция         | 5 045       | уголь                        | потоплено артиллерией                     |
| 4 апреля 1941    | Voltaire          | вспомогательный крейсер | Великобритания | 13 245      |                              | потоплено артиллерией после боя           |
| 16 апреля 1941   | Sir Ernest Cassel | рудовоз                 | Швеция         | 7 740       |                              | потоплено подрывными зарядами             |

Второй поход:
| Дата           | Название судна | Тип            | Принадлежность | Тоннаж, брт | Груз | Судьба                                    |
| -------------- | -------------- | -------------- | -------------- | ----------- | ---- | ----------------------------------------- |
| 23 марта 1942  | Pagasitikos    | грузовое судно | Греция         | 3 490       |      | потоплено торпедой                        |
| 30 марта 1942  | Wellpark       | грузовое судно | Великобритания | 4 650       |      | потоплено торпедой                        |
| 1 апреля 1942  | Willesden      | грузовое судно | Великобритания | 4 565       |      | потоплено артиллерийским огнём и торпедой |
| 3 апреля 1942  | Aust           | грузовое судно | Норвегия       | 5 630       |      | потоплено подрывными зарядами             |
| 10 апреля 1942 | Kirkpool       | грузовое судно | Великобритания | 4 840       |      | потоплено артиллерийским огнём и торпедой |
| 10 мая 1942    | Nankin         | грузовое судно | Великобритания | 7 130       |      | приз, отправлено в Японию                 |
| 14 июня 1942   | Olivia         | танкер         | Нидерланды     | 6 305       |      | потоплено артиллерией                     |
| 19 июня 1942   | Herborg        | танкер         | Норвегия       | 7 890       |      | приз, отправлено в Японию                 |
| 4 июля 1942    | Madrono        | танкер         | Норвегия       | 5 895       |      | приз, отправлено в Японию                 |
| 20 июля 1942   | Indus          | рефрижератор   | Великобритания | 5 185       |      | потоплено артиллерией                     |

За два похода тоннаж потопленных и захваченных «Тором» судов составил примерно 152 000 брт.

### Сноски
1. ↑  «Шифф-10» (нем. «Schiff 10») — в переводе с немецкого означает «Судно № 10».
2. ↑  Капитан-цур-зее (нем. Kapitän zur See) — соответствует званию капитана 1-го ранга.
3. 1 2  Результаты Тора: Первый поход Архивная копия от 2 октября 2015 на Wayback Machine, Второй поход Архивная копия от 10 ноября 2013 на Wayback Machine, Thor — War Records Архивная копия от 5 марта 2014 на Wayback Machine (англ.). Тоннаж приведённых в таблице судов в других источниках может незначительно отличаться.